# Pine Ridge (Carolina del Sud)
Pine Ridge és una població dels Estats Units a l'estat de Carolina del Sud. Segons el cens del 2000 tenia 1.593 habitants.

## Demografia
Segons el cens del 2000, Pine Ridge tenia 1.593 habitants, 606 habitatges i 458 famílies. La densitat de població era de 165,8 habitants/km².
Dels 606 habitatges en un 37,5% hi vivien nens de menys de 18 anys, en un 61,7% hi vivien parelles casades, en un 10,4% dones solteres, i en un 24,4% no eren unitats familiars. En el 19,8% dels habitatges hi vivien persones soles el 5,1% de les quals corresponia a persones de 65 anys o més que vivien soles. El nombre mitjà de persones vivint en cada habitatge era de 2,63 i el nombre mitjà de persones que vivien en cada família era de 3,05.
Per edats la població es repartia de la següent manera: un 26,6% tenia menys de 18 anys, un 7,6% entre 18 i 24, un 29,8% entre 25 i 44, un 28,4% de 45 a 60 i un 7,6% 65 anys o més.
L'edat mediana era de 37 anys. Per cada 100 dones de 18 o més anys hi havia 92,9 homes.
La renda mediana per habitatge era de 48.750 $ i la renda mediana per família de 54.514 $. Els homes tenien una renda mediana de 35.243 $ mentre que les dones 28.846 $. La renda per capita de la població era de 18.534 $. Entorn del 6,6% de les famílies i el 9,1% de la població estaven per davall del llindar de pobresa.

## Poblacions més properes
El següent diagrama mostra les poblacions més properes.